# Euchloe lotta
Euchloe lotta är en fjärilsart som beskrevs av William Beutenmüller 1898. Euchloe lotta ingår i släktet Euchloe och familjen vitfjärilar. Inga underarter finns listade i Catalogue of Life.